# Turjak (Orahovac)
Pour les articles homonymes, voir Turjak.
Turjakë en albanais et Turjak en serbe latin (en serbe cyrillique : Турјак) est une localité du Kosovo située dans la commune/municipalité de Rahovec/Orahovac et dans le district de Prizren/Prizren. Selon le recensement kosovar de 2011, elle compte 1 637 habitants, dont une majorité d'Albanais.
Selon le découpage administratif du Kosovo, la localité fait partie de la commune/municipalité de Malishevë/Mališevo.

## Démographie

### Évolution historique de la population dans la localité
| 1948 | 1953 | 1961 | 1971 | 1981 | 1991  | 2011  |
| ---- | ---- | ---- | ---- | ---- | ----- | ----- |
| 533  | 586  | 648  | 841  | 958  | 1 197 | 1 637 |

|  |